# Animación con siluetas

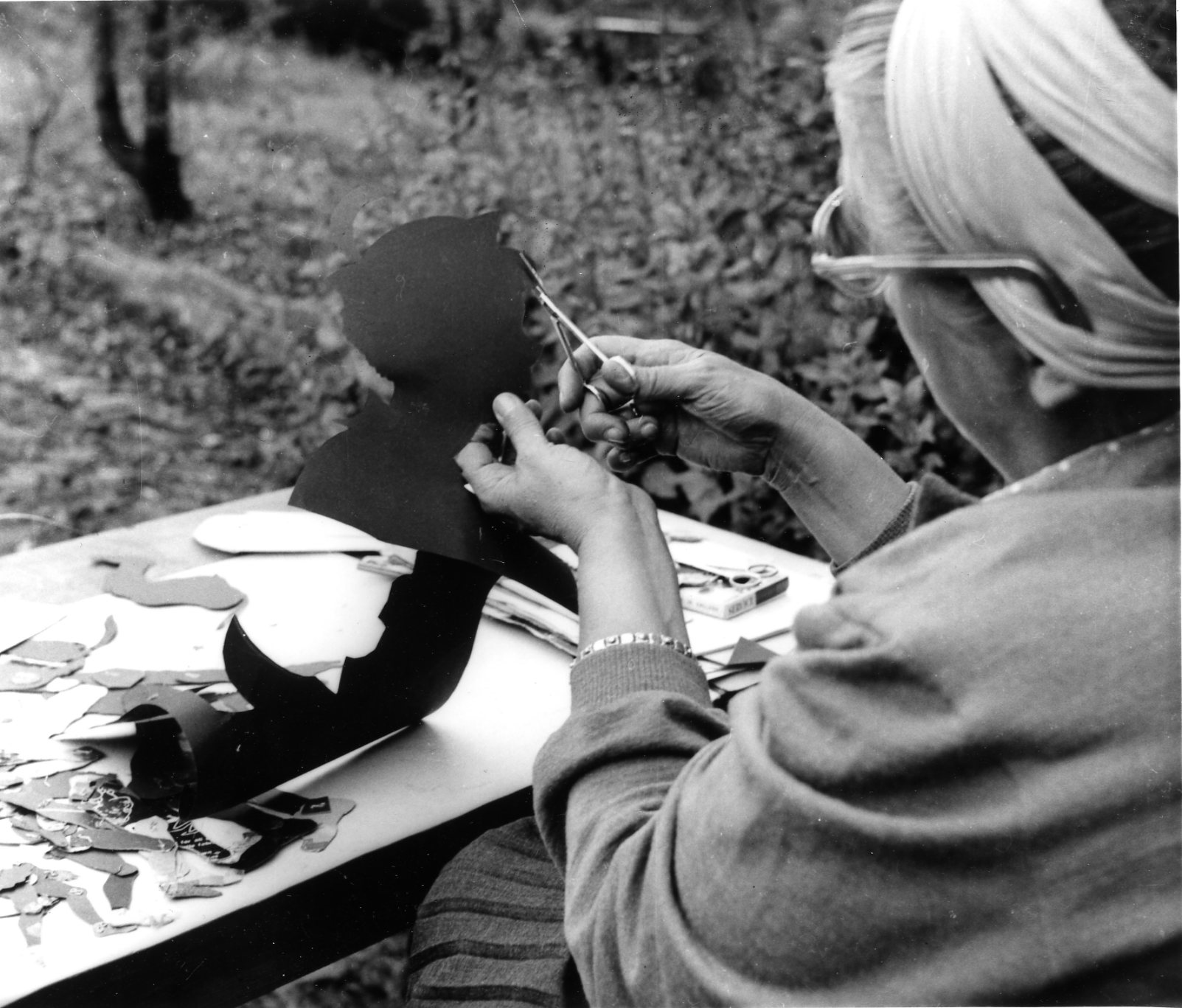
La artista alemana de cine de animación de silueta Lotte Reiniger en Londres.

La animación de siluetas es una técnica cinematográfica que emplea figuras recortadas para proyectar sombras. Usando las técnicas habituales de fotografía fotograma a fotograma y cambiando la posición de las siluetas en cada uno se consigue la animación o ilusión de movimiento. Suelen usarse figuras articuladas que puedan mover partes por separado. Se diferencia de la animación de figuras planas en que no se ilumina frontalmente la figura sino que esta se proyecta sobre un plano, por lo que, si se usa el color, es por transparencia. 
La animadora Lotte Reiniger (1899-1981) fue pionera y una de las más importantes contribuidoras a este género de la animación durante el siglo XX. 
La técnica de las figuras recortadas tiene una larga tradición anterior al cine en los teatros de sombras (marionetas de Java, Karagoz en Turquía, ...) y en los juegos cortesanos.